# Trichipochira aruensis
Trichipochira aruensis är en skalbaggsart som beskrevs av Stefan von Breuning 1959. Trichipochira aruensis ingår i släktet Trichipochira och familjen långhorningar. Inga underarter finns listade i Catalogue of Life.